# خاكوانق
خاكوانق هي قرية في مقاطعة ورزقان، إيران. عدد سكان هذه القرية هو 113 في سنة 2006.